# Martin Böttcher
Pour les articles homonymes, voir Böttcher.
Martin Böttcher, parfois déformé en Bottcher et Boettcher (né le 17 juin 1927 à Berlin et mort le 19 avril 2019), est un compositeur et chef d'orchestre allemand.

## Biographie
Martin Böttcher apprend très jeune le piano. Passionné d'aviation, il désire devenir pilote. À l'aube de ses dix-sept ans, il s'entraîne dans la Luftwaffe, bien qu'il n'y servira pas.
Prisonnier de guerre, Martin Böttcher apprend par lui-même la guitare. Après sa libération, il emménage à Hambourg, où il commence sa carrière musicale avec le Nordwestdeutscher Rundfunk, dans l'orchestre de danse et de divertissement nouvellement fondé par Willi Steiner.
Martin Böttcher s'intéresse d'abord au jazz. Il travaille aux arrangements de compositeurs de musique de film tels Michael Jary et Hans-Martin Majewski.
En 1955, il commence sa carrière de compositeur au cinéma grâce au producteur Artur Brauner. Il compose ainsi la musique de la satire militaire Der Hauptmann und sein Held. Son deuxième film deviendra un classique du cinéma allemand : Die Halbstarken, réalisé par Georg Tressler et mettant en vedette Horst Buchholz.
Il compose également pour deux films sur Père Brown avec Heinz Rühmann (1960 et 1962).
Martin Böttcher obtient ses plus grands succès au cours des années 1960. Il compose ainsi la musique de dix films de Karl May.
Le déclin du cinéma allemand à la fin des années 1960 amène Martin Böttcher à se tourner vers la télévision. Au cours des années 1970, il écrit ainsi plusieurs succès pour des séries télévisées telles Sonderdezernat K1 (en), ainsi que pour plusieurs épisodes de Le Renard et Inspecteur Derrick. Il collabore à nouveau avec Karl May sur Kara Ben Nemsi Effendi (en). 

## Filmographie partielle
- 1956 : Les Demi-sel (Die Halbstarken) de Georg Tressler
- 1958 : Terminus amour (Endstation Liebe) de Georg Tressler
- 1958 : L'Orgueil de la famille (Ihr 106. Geburtstag) de Günther Lüders
- 1960 : Pension Schöller de Georg Jacoby
- 1960 : Marina de Paul Martin
- 1961 : Le Faussaire de Londres (Der Fälscher von London) d'Harald Reinl
- 1961 : Le Jeu de l'assassin (de) (Mörderspiel) d'Helmut Ashley
- 1961 : L'Emprise du passé (de) (Unser Haus in Kamerun) d'Alfred Vohrer
- 1962 : Le Requin harponne Scotland Yard (Das Gasthaus an der Themse) d'Alfred Vohrer
- 1962 : Le Trésor du lac d'argent (Der Schatz im Silbersee) d'Harald Reinl
- 1963 : Le Crapaud masqué (Der schwarze Abt) de Franz Josef Gottlieb
- 1963 : Le Secret de la veuve noire (de) (Das Geheimnis der schwarzen Witwe) de Franz Josef Gottlieb
- 1963 : La Révolte des Indiens Apaches (Winnetou I) d'Harald Reinl
- 1964 : Le Fantôme de Soho (de) (Das Phantom von Soho) de Franz Josef Gottlieb
- 1964 : Toujours au-delà (Wartezimmer zum Jenseits) d'Alfred Vohrer
- 1964 : Les Diamants du Mékong (La sfida viene da Bangkok) de Gianfranco Parolini
- 1964 : Das Ungeheuer von London-City de Edwin Zbonek
- 1964 : Au pays des Skipétars (Der Schut) d'Robert Siodmak
- 1964 : Le Trésor des montagnes bleues (Winnetou II) d'Harald Reinl
- 1964 : Parmi les vautours (Unter Geiern) d'Alfred Vohrer
- 1965 : L'Appât de l'or noir (Der Ölprinz) d'Harald Philipp
- 1965 : Sur la piste des desperados (Winnetou III) d'Harald Reinl
- 1965 : Old Surehand d'Alfred Vohrer
- 1966 : Le Jour le plus long de Kansas City (Winnetou und das Halbblut Apanatschi) d'Harald Philipp
- 1966 : Longues jambes, longs doigts (Lange Beine – lange Finger) d'Alfred Vohrer
- 1967 : Tendres requins de Michel Deville
- 1967 : La Main de l'épouvante (Die blaue Hand) d'Alfred Vohrer
- 1967 : Le Moine au fouet (Der Mönch mit der Peitsche) d'Alfred Vohrer
- 1968 : Le Trésor de la vallée de la mort (Winnetou und Shatterhand im Tal der Toten) d'Harald Reinl
- 1969 : Les Cancres des premiers bancs (Klassenkeile) de Franz Josef Gottlieb
- 1969 : Rire pour guérir (Dr. med. Fabian – Lachen ist die beste Medizin) d'Harald Reinl
- 1970 : Je couche avec mon assassin (Ich schlafe mit meinem Mörder) de Wolfgang Becker

## Source
- (en) Cet article est partiellement ou en totalité issu de l’article de Wikipédia en anglais intitulé « Martin Böttcher » (voir la liste des auteurs).